# Clusia nemorosa
Clusia nemorosa là một loài thực vật có hoa trong họ Bứa. Loài này được G.Mey. mô tả khoa học đầu tiên năm 1818.

## Hình ảnh

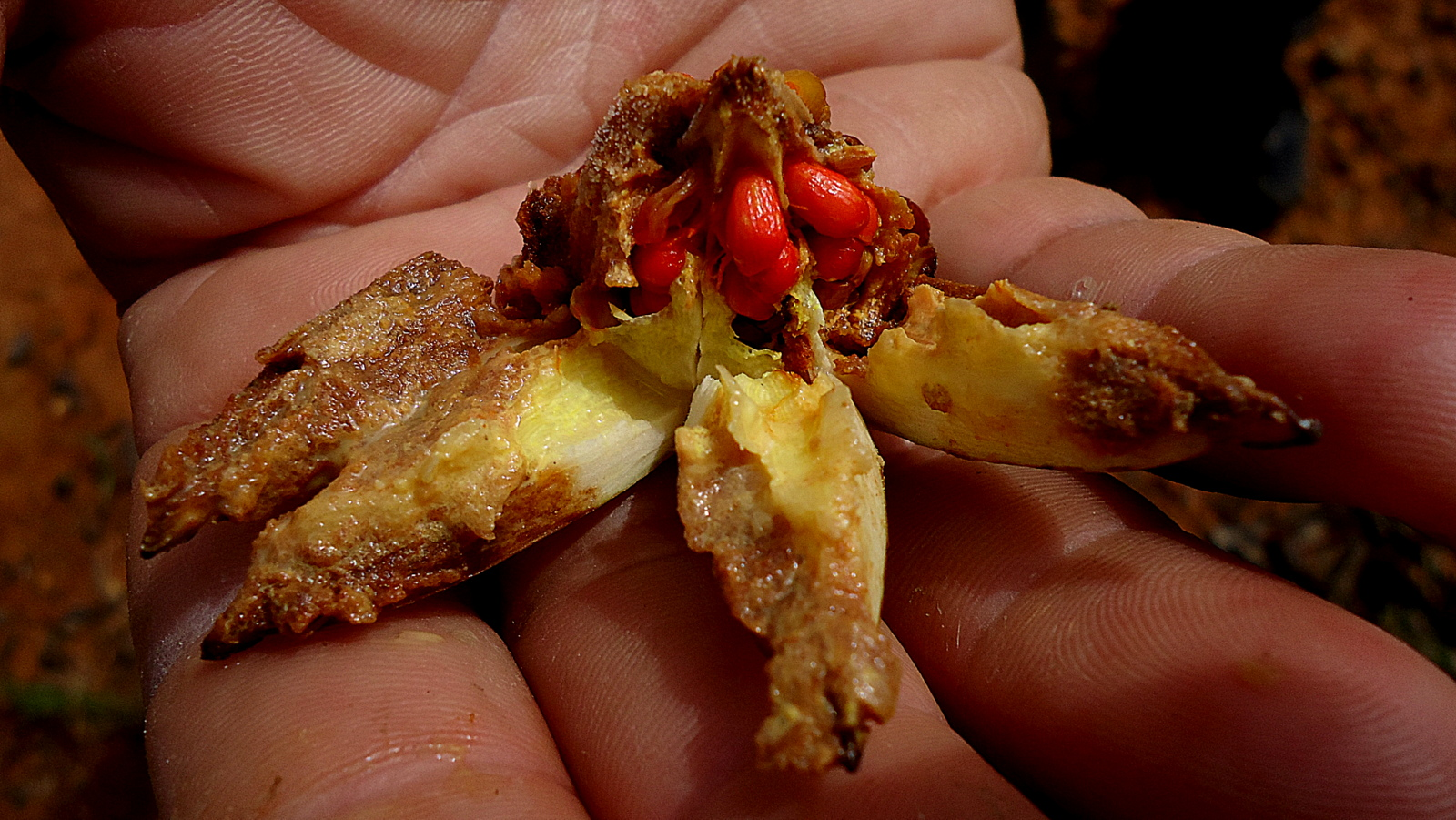
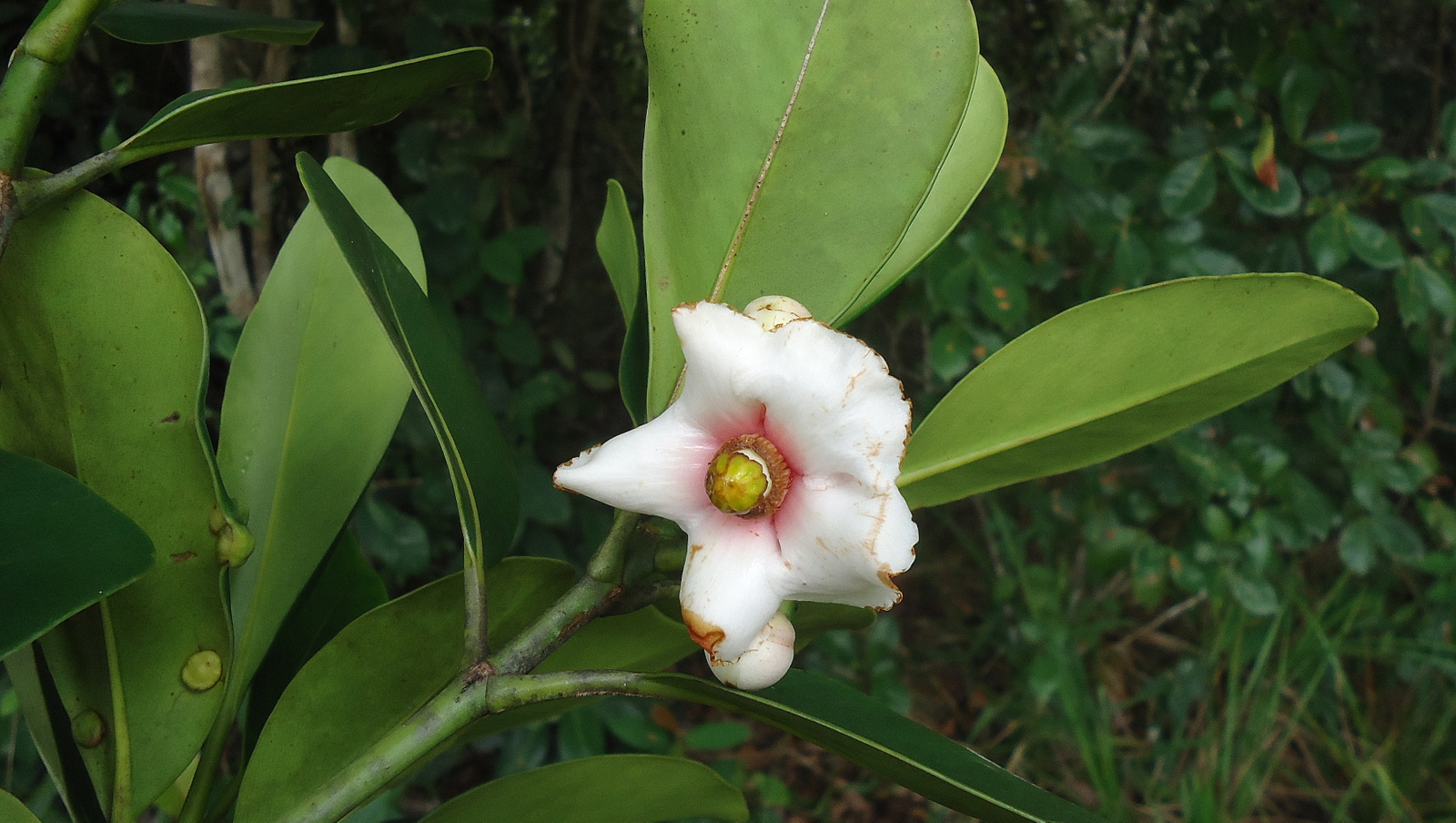
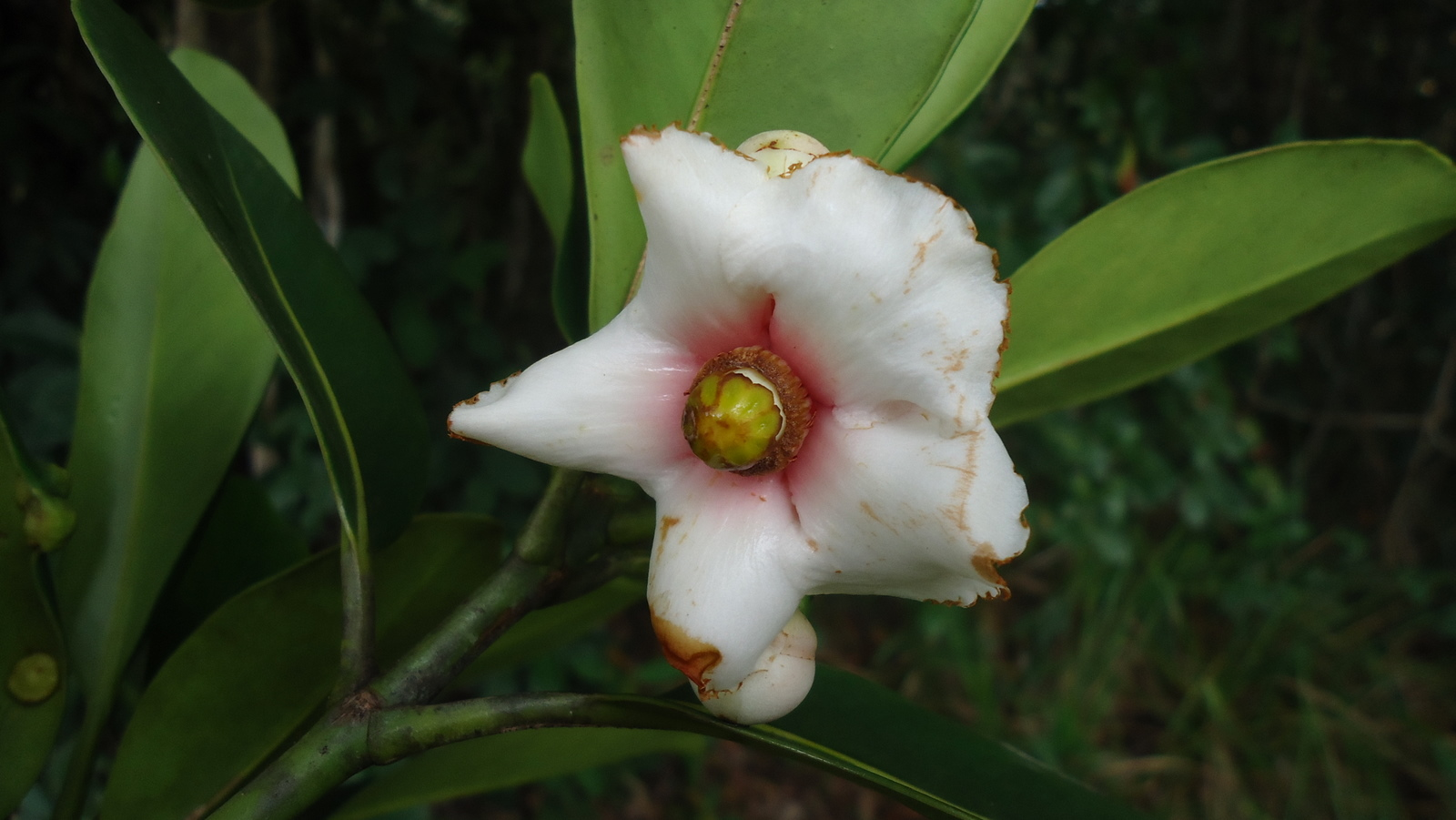
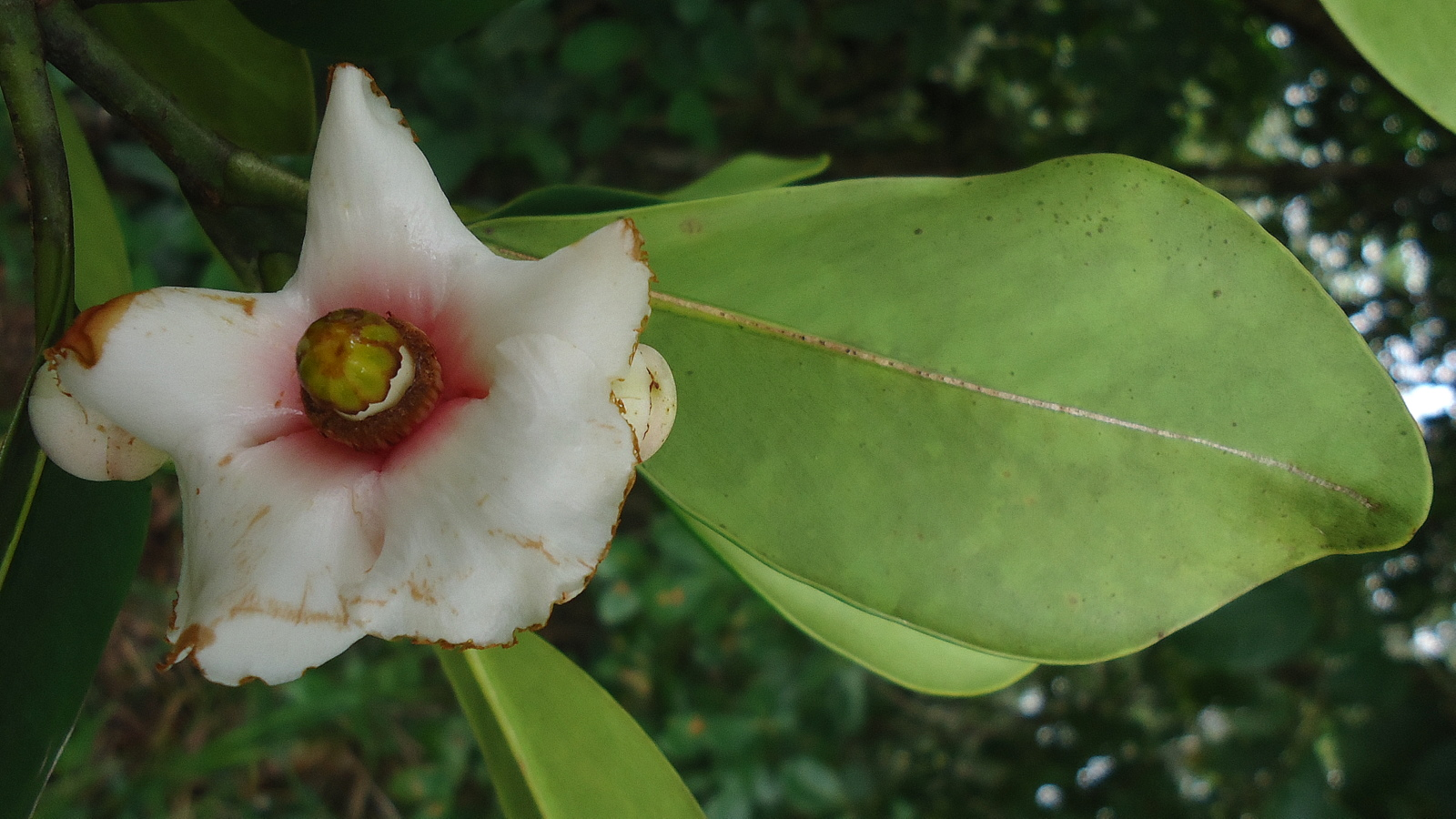